# La Bouilladisse
La Bouilladisse je obec ve Francii v departementu Bouches-du-Rhône.

## Poloha
Obec leží ve vzdálenosti 20 kilometrů od Aix-en-Provence a 12 kilometrů od Aubagne. Sousední obce jsou Roquevaire (6 kilometrů), La Destrousse (2 kilometry), Peypin (4 kilometry), Cadolive (10 kilometrů) a Auriol (4 kilometry). La Bouilladisse náleží do společenství obcí Communauté d’agglomération Pays d’Aubagne et de l’Étoile.

## Historie
V době svého založení bylo toto místo částí Auriolu a neslo název La Bourine. V roce 1783 zde byl otevřen kostel, současný kostel sv. Vavřince pochází z roku 1911. 6. června 1880 došlo k odloučení od Auriolu. Současný název nese La Bouilladisse od roku 1909.

## Pamětihodnosti
- farní kostel

## Dopravní obslužnost
Sousední obcí La Destrousse prochází dálnice A52.

## Vývoj počtu obyvatel
| Rok            | 1962 | 1968 | 1975 | 1982 | 1990 | 1999 | 2008 |
| Počet obyvatel | 1715 | 1959 | 2231 | 3117 | 4115 | 4904 | 5743 |